# Светин, Михаил Семёнович
Михаи́л Семёнович Све́тин (имя при рождении — Миша Соломонович Гольцман; 11 декабря 1929, Киев — 30 августа 2015, Гатчина, Ленинградская область) — советский и российский актёр театра и кино; народный артист Российской Федерации (1996).

## Биография

### Ранние годы
Михаил Семёнович Светин (при рождении — Миша Соломонович Гольцман) родился 11 декабря 1930 года (в некоторых данных — 1929 год) в Киеве. Его отец, Соломон Михайлович (по другим данным — Исаакович) Гольцман, был чернорабочим на Киевской кинофабрике, а мать, Анна Петровна — домохозяйкой, позднее работала воспитательницей детдома. Семья проживала на Бессарабке, в доме № 3 по Бассейной улице. Бабушка и дедушка мальчика до революции владели бакалейным магазином в Крыжополе и считались весьма состоятельными людьми. Брат — Леонид Соломонович Гольцман (род. 1937), украинский и израильский музыкант.
Из Киева семья эвакуировалась незадолго до прихода немцев (вслед за лечащимся в санатории в Алупке от туберкулёза Мишей уехали мать с братом Лёней). Семья воссоединилась в Ташкенте. В Киев они вернулись уже после войны.
Михаил служил в военном оркестре и батальоне самоходных артиллерийских установок (САУ) в Умани, а после демобилизации продолжил учёбу на третьем курсе Киевского музыкального училища.
В 1955 году он окончил Киевское музыкальное училище по классу гобоя. После окончания училища некоторое время преподавал музыку в средней школе, сделал две безуспешные попытки поступить в ГИТИС и Театральный институт имени Бориса Щукина. В качестве актёра служил в театрах Камышина, Кемерово, Петропавловска, Иркутска, Пензы, Петрозаводска. Некоторое время проработал в Театре Аркадия Райкина.

### Карьера
В 1964 году поступил в труппу Киевского театра музыкальной комедии. С 1970 года служил в Малом драматическом театре в Ленинграде.
В интервью Светин рассказывал, что свою настоящую фамилию ему пришлось сменить в процессе трудовой деятельности в кино и театре по независящим от него причинам. В качестве основы псевдонима послужило имя его дочери Светланы. Официально сменил паспорт на новую фамилию в 1983 году.
Известность к нему пришла после фильмов «Афоня», «Не может быть!» и четырёхсерийной постановки Марка Захарова «12 стульев». Настоящая же кинослава пришла к актёру в начале 1980-х годов после выхода на экраны популярных фильмов «Чародеи» и «Любимая женщина механика Гаврилова». После этих фильмов о Светине стали говорить как о «короле эпизода», пригласили на работу в ленинградский театр и предоставили квартиру в центре города. В Ленинградском театре комедии им. Н. П. Акимова Михаил Светин служил с 1980 года и до конца жизни. Спектакли с его участием — «Трудные люди» (Бони), «Дон Педро», «Тень» и другие — пользовались неизменным успехом у зрителей.

### Семья
Жена — Бронислава Константиновна Проскурнина (1941—2022), актриса Санкт-Петербургского Малого театра (1959—2015). Умерла 8 декабря 2022 года в возрасте 81 года после продолжительной болезни; дочь — Светлана Михайловна Светина (род. 1965), замужем, проживает в США (Нью-Джерси); внучки Анна и Александра.
30 августа 2015 года Михаил Семёнович Светин скончался после тяжёлой болезни на 86-м году жизни в больнице. Прощание с актёром состоялось 2 сентября в Театре комедии имени Акимова в Санкт-Петербурге. 
Похоронен на 13 участке Серафимовского кладбища в Санкт-Петербурге.

## Работы

### Театр
- «Смешные истории с маленькими неприятностями»[16]
- «Виновник торжества» Б. Рацера и В. Константинова — Вадим Петрович

Камышинский драматический театр (1958)
- 1958 — «Брак поневоле» Ж.-Б. Мольера — Сганарель, старик, муж-подкаблучник

Пензенский областной драматический театр имени А. В. Луначарского (1966—1969)
- 1966 — «Дурочка» (Лопе де Вега) — Турин, слуга Лисео
- 1966 — «Димка-невидимка» (В. Коростылёв, М. Львовский) — Дедушка Гали и Васи
- 1966 — «Страшный суд» (В. Шкваркин) — Изнанкин
- 1966 — «Денис Давыдов» (В. Соловьёв) — Фома, крестьянин-партизан
- 1966 — «Английский характер» (Чисто английское убийство) (С. Хэйр, И. Романович) — профессор Ботвайн
- 1967 — «Варвары» (М. Горький) — Гриша Редозубов
- 1967 — «Традиционный сбор» (В. Розов) — Голованченко
- 1967 — «Великий волшебник» (В. Губарев) — пират Кошачий зуб
- 1968 — «Дом сумасшедших» (Э. Скарпетта) — Феличе
- 1968 — «Разбойники» (Ф. Шиллер) — Даниель
- 1968 — «Звонок в пустую квартиру» (Д. Угрюмов) — Дубровский
- 1969 — «Испанский священник» (Дж. Флетчер) — Дьего
- 1969 — «Апрель начинается в марте» (В. Осипов) — Босяк
- 1969 — «Пеппи Длинный чулок» (А. Линдгрен) — Полицейский

Ленинградский областной Малый драматический театр (1970—1980)
- 1971 — «Таланты и поклонники» А. Н. Островского, реж.: Ю. И. Ермаков — Мартын Прокофьич Нароков, старик, (премьера — 3 февраля 1971)
- 1972 — «О женщине» Э. С. Радзинского, реж. Юлий Дворкин — Иван Францевич, (премьера — 25 апреля 1972)
- 1972 — «Странная особа» В. К. Константинова, Б. М. Рацера, реж.: Ю. И. Ермакова, В. В. Петрова — Данилов, (премьера — 13 июня 1972)
- 1973 — «Карлсон снова прилетел» Астрид Линдгрен, реж.: В. В. Ваха — Карлсон
- 1974 — «Инцидент» Николаса Э. Баэра, реж.: Ефим Падве — Билл Уилкс
- 1976 — «Проводы» И. М. Дворецкого, реж.: Ефим Падве — Плинер

Санкт-Петербургский театр комедии (1980—2015)
- 1980 — «Баня» В. Маяковского — Победоносиков
- 1980 — «Теркин-Теркин» А. Твардовского — несколько эпизодов
- 1981 — «Сказка Арденского леса» Ю. Кима по мотивам пьесы У. Шекспира «Как вам это понравится», режиссёр Пётр Фоменко — герцог Фредерик, узурпатор
- 1982 — «Гарольд и Мод» К. Хиггинса — Бернар
- 1982 — «Характеры» В. Шукшина — Ефим Пьяных
- 1983 — «Варлам, сын Захария» Инги Гаручавы и Петра Хотяновского — Арестант
- 1983 — «Льстец» К. Гольдони — Бригелла
- 1983 — «Родственники» Э. Брагинского и Э. Рязанова — отдыхающий
- 1983 — «Мельница счастья» В. Мережко — Сербушкин
- 1984 — «Всё могут короли» С. Михалкова, режиссёр Юрий Аксёнов — Попов, член комиссии
- 1984 — «Синее небо, а в нём облака» В. Арро — Ветлугин
- 1984 — «Тень» Е. Шварца, режиссёр Юрий Аксёнов — Министр финансов
- 1986 — «Двенадцатая ночь» У. Шекспира — сэр Тоби Бэлч
- 1986 — «И. О.» У. Умарбекова — Кузубай
- 1992 — «Даёшь Америку!» («Слон»)  А. Копкова, режиссёр Михаил Скоморохов — Мочалкин, мечтатель о буржуазной жизни (бенефис артиста в 1999 году, к 40-летию творческой деятельности)
- 1996 — «Трудные люди» Й. Бар-Йосефа, режиссёр Татьяна Казакова — Бени, сосед
- 1997 — «Дон Педро» С. Носова, режиссёр Татьяна Казакова — Григорий Васильевич
- 2003 — «Тень» Е. Шварца, режиссёр Татьяна Казакова — Министр финансов
- 2004 — «Свадьба Кречинского» А. Сухово-Кобылина, режиссёр Татьяна Казакова — Иван Антоныч Расплюев, сосед и приятель Кречинского

### Фильмография
| Год       |     | Название                                                                     | Роль |
| --------- | --- | ---------------------------------------------------------------------------- | --- |
| 1973      | кор | Возвращённый год                                                             | Имя персонажа не указано |
| 1973      | ф   | Не пройдёт и года                                                            | Петрушин, заказчик |
| 1974      | ф   | Ни пуха, ни пера!                                                            | Семён Семёнович, врач |
| 1974      | ф   | Лишний день в июне (телеспектакль)                                           | Марлограм, волшебник |
| 1974      | ф   | Не болит голова у дятла                                                      | Степан Степанович (Стакан Стаканыч), парикмахер (озвучил Алексей Кожевников)                                                |
| 1974      | ф   | Агония                                                                       | Даниил Терехов, агент «охранки» при Григории Распутине                                                                      |
| 1975      | ф   | Афоня                                                                        | Воронков, водитель в ЖЭКе, родственник Федула (озвучен другим актёром)                                                      |
| 1975      | кор | Дело было вечером                                                            | Кузин |
| 1975      | ф   | Не может быть! (Новелла № 1 «Преступление и наказание»)                      | Виталий Борисович, сосед Горбушкиных                                                                                        |
| 1975      | ф   | Троил и Крессида (фильм-спектакль)                                           | Пандор, шут |
| 1976      | ф   | 12 стульев (4-я серия)                                                       | Брунс, инженер |
| 1976      | ф   | Степанова памятка                                                            | Димитрий, швейцар в царском дворце                                                                                          |
| 1976      | ф   | 100 грамм для храбрости (Новелла № 2 «По законам гостеприимства»)            | Фёдор Панюков |
| 1977      | ф   | Подарок судьбы                                                               | Филимонов, старшина милиции                                                                                                 |
| 1977      | кор | Приятный сюрприз                                                             | Резо |
| 1977      | ф   | Сапоги всмятку                                                               | Афанасий Егорович Муркин, настройщик                                                                                        |
| 1977      | ф   | Сумка инкассатора                                                            | Чеботарёв, кассир |
| 1977      | ф   | Человек-невидимка (фильм-спектакль)                                          | Касс, врач |
| 1978      | ф   | Безымянная звезда                                                            | господин Испас, начальник вокзала                                                                                           |
| 1978      | ф   | Волшебные звери (фильм-спектакль)                                            | Имя персонажа не указано |
| 1978      | ф   | За всё в ответе                                                              | Роман Гнедой, артист филармонии (озвучен другим актёром)                                                                    |
| 1978      | ф   | Златовласка (фильм-спектакль)                                                | дед Габадей |
| 1978      | ф   | Захудалое королевство (фильм-спектакль)                                      | дед Габадей |
| 1978      | ф   | Накануне премьеры                                                            | камео |
| 1978      | кор | От возмездия не уйти                                                         | Имя персонажа не указано |
| 1979      | кор | Ваша профессия?                                                              | сотрудник милиции |
| 1979      | ф   | Поездка через город (киноальманах)                                           | Алексеев, мастер по ремонту холодильников                                                                                   |
| 1979      | кор | Рассчитывайтесь чеком                                                        | Федя |
| 1980      | ф   | Если бы я был начальником                                                    | Просмушкин |
| 1980      | ф   | Копилка                                                                      | Шамбурси |
| 1980      | ф   | Только в мюзик-холле                                                         | Александр Николаевич, директор дворца                                                                                       |
| 1981      | ф   | Жизнь и приключения четырёх друзей                                           | вор |
| 1981      | ф   | Будьте моим мужем                                                            | Скорик, курортник с болонкой                                                                                                |
| 1981      | ф   | Женщины шутят всерьёз                                                        | Фёдор Семёнович, учитель химии                                                                                              |
| 1981      | ф   | Любимая женщина механика Гаврилова                                           | Виктор Михайлович, музыкант-работник театра, «пентюх»                                                                       |
| 1981      | ф   | Семь счастливых нот                                                          | Вербин, сценарист |
| 1981      | ф   | Сильва                                                                       | граф Вильгельм фон Эгенберг, отец Стасси                                                                                    |
| 1982      | ф   | В ночь под Новый год, или Все может быть (фильм-спектакль)                   | Король |
| 1982      | ф   | Эвридика (фильм-спектакль)                                                   | отец Орфея |
| 1982      | ф   | Инспектор Лосев                                                              | Богдан Осипович Теляш, крупный спекулянт из Одессы                                                                          |
| 1982      | ф   | Леший (фильм-спектакль)                                                      | Вафля |
| 1982      | ф   | Микрокалькуляторы и мы                                                       | Антипов |
| 1982      | ф   | Предчувствие любви                                                           | Никандров, химик (изобретатель облегчителя)                                                                                 |
| 1982      | ф   | Коридоры власти                                                              | Имя персонажа не указано |
| 1982      | ф   | Трест, который лопнул                                                        | Кляйн, портье |
| 1982      | тф  | Чародеи                                                                      | Фома Остапыч Брыль, сотрудник института НУИНУ (мастерская волшебной древесины), бывший домовой, вагонный, ассистент Коврова |
| 1982      | ф   | Шапка Мономаха                                                               | Олег Анатольевич, учитель химии                                                                                             |
| 1983      | ф   | Вольный ветер                                                                | Одноглазый (осведомитель полиции)                                                                                           |
| 1983      | ф   | Не было бы счастья…                                                          | Иван Дмитриевич Калиткин, «Шестой»                                                                                          |
| 1984      | ф   | Осенний подарок фей                                                          | воспитатель принца |
| 1984      | ф   | Сказки старого волшебника                                                    | Король |
| 1984      | ф   | Шутки в сторону                                                              | Валерий Иванович, директор санатория                                                                                        |
| 1985      | ф   | Криминальный талант (фильм-спектакль)                                        | Курикин, потерпевший |
| 1985      | ф   | Начни сначала                                                                | Владимир, актёр на записи радиосказки (вокал — Александр Кутиков)                                                           |
| 1985      | ф   | Русь изначальная                                                             | Рипатий, купец |
| 1986      | ф   | Игра хамелеона                                                               | Гобле, комиссар полиции |
| 1986      | ф   | Нужные люди                                                                  | завсекцией магазина |
| 1986      | ф   | С днем рождения, или Инкогнито (фильм-спектакль)                             | Франц |
| 1987      | ф   | Игра в детектив. Выпуск 1 (фильм-спектакль)                                  | два близнеца |
| 1987      | ф   | Кто ты, всадник?                                                             | Радченко (озвучен другим актёром)                                                                                           |
| 1987      | ф   | Необыкновенные приключения Карика и Вали                                     | Андрей Иванович Шмидт, фотограф, владелец собаки «Фридриха»                                                                 |
| 1987      | ф   | О, Мельпомена! (фильм-спектакль)                                             | комик |
| 1987      | ф   | Она с метлой, он в чёрной шляпе                                              | Афанасий Зяблик, писатель-сказочник                                                                                         |
| 1987      | ф   | Человек с бульвара Капуцинов                                                 | аптекарь |
| 1987      | ф   | Голый                                                                        | ревнивый дачник |
| 1987      | ф   | Ералаш (Спецвыпуск ГАИ №1, «Прости, кикимора!»)                              | леший |
| 1988      | ф   | Любовь к ближнему                                                            | Исполинов, корреспондент столичной прессы                                                                                   |
| 1988      | кор | Шанс                                                                         | Чудоев |
| 1988      | ф   | Ералаш (Спецвыпуск ГАИ №2, «Рокер и его братия»)                             | леший |
| 1989      | ф   | Дон Сезар де Базан                                                           | виконт де Монтехо (вокал — Геннадий Гладков)                                                                                |
| 1989      | ф   | Светлая личность                                                             | Пташников |
| 1989      | ф   | Сирано де Бержерак                                                           | Рагно, кондитер, друг Сирано                                                                                                |
| 1989      | ф   | Частный детектив, или Операция «Кооперация»                                  | Пухов, похищенный кооператор, отец Лены                                                                                     |
| 1989      | ф   | Филипп Траум                                                                 | отец Питер (озвучивание роли Юри Ярвета)                                                                                    |
| 1990      | ф   | Принц-привидение                                                             | султан |
| 1991      | ф   | Влюблённый манекен                                                           | Имя персонажа не указано |
| 1991      | ф   | Дело Сухово-Кобылина (4-я серия)                                             | Иванов |
| 1991      | ф   | И чёрт с нами!                                                               | Тузов, актёр, гость фестиваля                                                                                               |
| 1991      | ф   | Капитан Крокус и тайна маленьких заговорщиков                                | Тити Ктифф, сыщик |
| 1991      | ф   | Когда опаздывают в ЗАГС…                                                     | Александр Петрович Шумилов, главный инженер Новосибирского завода, отец Светы                                               |
| 1991      | ф   | Однажды в Одессе, или Как уехать из СССР                                     | Ефим Борисович Финкельштейн                                                                                                 |
| 1991      | ф   | Шкура                                                                        | Шульман |
| 1992      | ф   | Ехать — значит ехать…                                                        | капитан / генерал / наблюдатель от ООН / жандарм / бизнесмен у индейцев                                                     |
| 1992      | ф   | Ребёнок к ноябрю                                                             | мужчина по вызову |
| 1992      | кор | Сорочка со стёжкой                                                           | Имя персонажа не указано |
| 1992      | ф   | Фанданго для мартышки                                                        | Вороной |
| 1992      | ф   | Шоу для одинокого мужчины                                                    | директор пансионата |
| 1993      | ф   | Дети чугунных богов                                                          | Николай Васильевич, кум |
| 1993      | ф   | Зефир в шоколаде                                                             | Сан Саныч |
| 1993      | ф   | Золотой цыплёнок                                                             | добрый Филин |
| 1993      | ф   | Пистолет с глушителем                                                        | психбольной «Никита Михалков, режиссёр»                                                                                     |
| 1993      | ф   | Про бизнесмена Фому                                                          | Зозулин, председатель колхоза                                                                                               |
| 1993      | ф   | Тараканьи бега                                                               | боцман |
| 1993—2001 | с   | Воздушный экспресс                                                           | Григорий Емельянович |
| 1994      | ф   | Анекдотиада, или История Одессы в анекдотах                                  | Чаплин |
| 1994      | ф   | Роман в русском стиле («Роман alla russа»)                                   | Гриша, помощник режиссёра (озвучен другим актёром)                                                                          |
| 1995      | ф   | Авантюра                                                                     | Никос Паприкакис, греческий миллионер                                                                                       |
| 1995      | ф   | Время печали ещё не пришло                                                   | Жиббаев |
| 1995      | ф   | Объект «Джей»                                                                | Имя персонажа не указано |
| 1996      | ф   | Театр Чехонте. Картинки из недавнего прошлого, «Сирена» (фильм-спектакль)    | Иван Гурьич Жилин, секретарь мирового съезда                                                                                |
| 1996      | ф   | Театр Чехонте. Картинки из недавнего прошлого, «Психопаты» (фильм-спектакль) | Гриша, сын Семёна Алексеича Нянина                                                                                          |
| 1997      | ф   | Дела Лоховского (Новеллы «Лечение по доктору Лоховскому», «Голосовать „За“») | Сергей Фёдорович, мэр |
| 1997      | ф   | Звёздная ночь в Камергерском                                                 | гость из северной столицы, участник капустника МХТ                                                                          |
| 1998      | ф   | Улицы разбитых фонарей. Дело № 1999                                          | Толян Коломенский |
| 1999      | ф   | Любить по-русски 3: Губернатор                                               | заведующий дворцом культуры                                                                                                 |
| 1999      | ф   | Характеры для мужчин                                                         | Имя персонажа не указано |
| 2000      | ф   | 8 марта                                                                      | Лёха, водопроводчик |
| 2001—2003 | с   | Кышкин дом                                                                   | Аким Евлампиевич Артамонов, администратор                                                                                   |
| 2003      | ф   | Ералаш (Выпуск № 167 «Нервы, нервы, нервы…»)                                 | Леонид Петрович, директор школы                                                                                             |
| 2004      | ф   | Тимур и его коммандос                                                        | рыбак |
| 2005      | ф   | С днём рождения, королева!                                                   | Джейкоб Кэмерон, нотариус                                                                                                   |
| 2006      | с   | Золотой телёнок (серии 4—6)                                                  | Зицпредседатель Фунт |
| 2006      | ф   | Зеркало фараона                                                              | Леонид Михайлович |
| 2006      | ф   | Первый дома                                                                  | Фома Остапыч Брыль |
| 2008      | ф   | Парадокс                                                                     | учёный-математик |
| 2008      | ф   | Рука на счастье                                                              | Иннокентий |
| 2009      | ф   | День побеждённых                                                             | сельский врач |
| 2009      | ф   | Золотой автомобиль                                                           | генерал |
| 2009      | ф   | Пушкен (фильм не завершён)                                                   | Имя персонажа не указано |
| 2010      | ф   | Правдивая история об Алых парусах                                            | продавец тканей |
| 2014      | ф   | Линия Марты                                                                  | Георгий Петрович Галанчик, полковник в отставке                                                                             |
| 2016      | ф   | Чародеи                                                                      | ученый-математик |

Киножурнал «Фитиль»